# 建元 (新羅)
建元（536年至551年）是新羅君主法興王和真兴王之年號。真興王於540年繼位，沿用至551年。

## 紀年、干支、西曆對照表
| 建元   | 元年   | 二年   | 三年   | 四年   | 五年   | 六年   | 七年  | 八年  | 九年  | 十年  |
| ------ | ------ | ------ | ------ | ------ | ------ | ------ | ----- | ----- | ----- | ----- |
| 儒略曆 | 536年  | 537年  | 538年  | 539年  | 540年  | 541年  | 542年 | 543年 | 544年 | 545年 |
| 干支   | 丙辰   | 丁巳   | 戊午   | 己未   | 庚申   | 辛酉   | 壬戌  | 癸亥  | 甲子  | 乙丑  |
| 建元   | 十一年 | 十二年 | 十三年 | 十四年 | 十五年 | 十六年 |       |       |       |       |
| 儒略曆 | 546年  | 547年  | 548年  | 549年  | 550年  | 551年  |       |       |       |       |
| 干支   | 丙寅   | 丁卯   | 戊辰   | 己巳   | 庚午   | 辛未   |       |       |       |       |

## 参看
- 朝鮮半島年號列表
  - 其他时期使用的建元年号
- 同期存在的其他政權之紀年
  - 大同（535年正月—546年四月）：南梁政權梁武帝萧衍的年号
  - 中大同（546年四月—547年四月）：南朝梁政權梁武帝萧衍的年号
  - 太清（547年四月—549年十二月）：南梁政權梁武帝萧衍的年号
  - 大寶（550年正月—551年十二月）：南朝梁政權梁簡文帝萧綱的年号
  - 正平（548年十一月—549年六月）：南梁政權臨賀王蕭正德的年号
  - 天正（551年八月—十一月）：南梁政權豫章王萧棟的年号
  - 永漢（542年正月—二月）：南梁時期領導劉敬躬的年号
  - 太始（551年十一月—552年三月）：南梁時期侯景的年号
  - 天平（534年十月—537年十二月）：東魏政权東魏孝靜帝元善見年号
  - 元象（538年正月—539年十一月）：東魏政权東魏孝靜帝元善見年号
  - 興和（539年十一月—542年十二月）：東魏政权東魏孝靜帝元善見年号
  - 武定（543年正月—550年五月）：東魏政权東魏孝靜帝元善見年号
  - 天保（550年五月—559年十二月）：北齊政权北齊文宣帝高洋年号
  - 平都（536年九月）：東魏時期領導王迢觸、曹貳龍年号
  - 大統（535年正月—551年十二月）：西魏政权西魏文帝元宝炬年号
  - 天德（544年—548年）：越南君主李賁的年号
  - 章和（531年—548年）：高昌政权麴坚年号
  - 永平（549年—550年）：高昌政权麴玄喜年号
  - 和平（551年—554年）：高昌政权年号